# Oscar Ljungquist
Carl Oscar Fredrik Ljungquist, född den 6 april 1840 i Nyköping, död den 26 maj 1917 i Stockholm, var en svensk sjömilitär.
Ljungquist blev sekundlöjtnant vid flottan 1860, löjtnant där 1866 och kapten 1876. Han var chef för ekipagedepartementet vid flottans station i Stockholm 1886–1889, kommendant där 1889–1895 och ledamot i Krigshovrätten 1892–1910. Ljungquist befordrades till kommendörkapten av andra graden 1887, av första graden 1890 och till kommendör i flottan 1896. Han beviljades avsked med tillstånd att som kommendörkapten av första graden kvarstå
i flottans reserv 1898 och avsked ur krigstjänsten 1910. Ljungquist invaldes som ledamot av Örlogsmannasällskapet 1878. Han blev riddare av Svärdsorden 1882.